# Thali(III) oxide
Thali(III) oxide là một hợp chất vô cơ có thành phần chính gồm hai nguyên tố tali và oxy, với công thức hóa học được quy định là Tl2O3. Hợp chất này tồn tại trong tự nhiên dưới dạng khoáng vật quý hiếm avicennit.  Cấu trúc của hợp chất này liên quan đến cấu trúc Mn2O3 và có cấu trúc giống như bixbyit. Tl2O3 là một hợp chất có tính dẫn điện cao và đồng thời cũng là chất bán dẫn loại n có thể có khả năng được ứng dụng trong pin Mặt Trời. Một phương pháp sản xuất Tl2O3 bởi MOCVD được công bố. Bất kỳ việc sử dụng thực tiễn nào của hợp chất này đều phải cân nhắc kĩ càng đến tính chất độc của thali trong tự nhiên. Hợp chất này nếu tiếp xúc với độ ẩm và acid có thể tạo thành các hợp chất có độc tính.

## Điều chế
Hợp chất này được tạo thành do phản ứng của thali với oxy hoặc hydro peroxide ở mức trên 700 ℃, hoặc bằng cách phân hủy thali(III) hydroxide. Dạng tinh thể của nó được tạo ra bằng cách trộn hỗn hợp thali(I) sulfat, thali(I) nitrat hoặc thali(I) chromat với kali hydroxide dư hoặc đun nóng thali(I) nitrat đến 450 °C (842 °F; 723 K).
Nếu hydro peroxide tác dụng với dung dịch muối thali(I) bất kỳ trong dung dịch kiềm dư, dạng màu nâu của thali(III) oxide sẽ kết tủa và có thể kết tinh.